# 슈타이어 암스
슈타이어 암스(Steyr Arms)는 오스트리아에 위치한 화기 제조 기업이다. 처음에 슈타이어-다임러-푸흐의 일부였으나 해당 복합기업체가 1989년 분리되면서 독립하게 되었다. 2019년 1월 1일 전까지 이 기업의 사명은 Steyr Mannlicher AG였다.